# Таблица рифм
Таблица рифм кит. трад. 韻圖, упр. 韵图, пиньинь yùntú, палл. юньту — это таблица всех возможных слогов китайского языка, важное изобретение ранних словарей рифм. В таблице словаря Цеюнь слоги среднекитайского языка разбиты по инициали, рифме, её типу, тону и другим признакам.
Считается, что таблицы рифм изобретены буддийскими монахами на основе санскритских таблиц со слогами сиддхаматрикой, использующихся для обучения языку. «Юньцзин» 韻鏡 (1161—1203) и «Цзиюнь люэ» — древнейшие известные таблицы рифм времён династии Сун. Все таблицы рифм похожи, из чего можно заключить, что у древних лингвистов династии Тан был доступный прототип фонетической таблицы.

## Структура
В каждой таблице находится упорядоченный список рифм. Они делятся на «открытые» (kāi 開, неогубленные) и «закрытые» (hé 合, огубленные) и принадлежат разным классам рифм (shè 攝).
Классы делятся на «внутренние» (nèi 內) и «внешние» (wài 外); значение этого термина спорно, Бакстер и Норман предполагают, что это высота медиали (внутренние финали имеют гласную нижнего подъёма (/ɑ/ или /a,æ/), а наружные — гласную верхнего или среднего подъёма.
Строки и столбцы каждой таблицы классифицируют слоги по другим критериям.
- Инициаль (shēngmǔ 聲母 букв. мать звука). Звук, начинающийся на гласный, считается слогом с нулевой инициалью[4]. Каждая инициаль располагается в соответствии с:
  - Местом артикуляции:

губные согласные (chún 脣 «губа»),
альвеолярные согласные (shé 舌 «язык»),
заднеязычные согласные (yá 牙 «клык»),
аффрикаты и сибилянты (chǐ 齒 «передние зубы»), и горловые (hóu 喉 «горло»)
- - Фонацией: глухие (qīng 清 «чистый»), глухие придыхательные (cìqīng 次清 «вторичные чистые»), звонкие (zhuó 濁 грязные) или носовые или плавные согласные (qīngzhuó 清濁 «чистые грязные»)
  - Тоном (shēngdiào 聲調 «звуковая интонация»); финали с /p/, /t/ и /k/ считались слогами с «входящим тоном», вариантами слогов, оканчивавшихся на /m/, /n/ и /ŋ/, а не отдельными финалями.
- Наименее изученная часть классификации — понятие четырёх строк děng (等 «класс, группа»); вероятно, здесь категоризация осуществлялась по признаку палатализации инициали (ретрофлексные противопоставляются мягким и альвеолярным) или медиали (/i/, /j/, /ji/ или пропуск, согласно Пуллиблэнку. Существует учение о классификации гласных, называемое děngyùn (等韻 «деление рифм»); традиционная фонетика называется děngyùnxué (等韻學 «изучение классификации рифм»).

В Юньцзин каждая таблица называется чжуань zhuǎn (буквально «поворот»). Это первая таблица (第一) в этой книге, слоги в ней являются «внутренними» (內) и «открытыми» (開). Пять крупных иероглифов справа читаются Nèi zhuǎn dìyī kāi (內轉第一開).
16 столбцов сгруппированы по тону на четыре «юнь» — категории, отличающиеся лишь тоном. Это показано четырьмя иероглифами, отличающимися тоном: ровного тона (東), нисходяще-восходящего (董), повышающегося (送) и входящего (屋). В каждом «юне» имеется ряд для каждого тона. Символ ○ означает, что с таким звучанием слова нет.
Из такой таблицы можно узнать произношение каждого иероглифа, хотя из-за фонетических изменений слова древних таблиц могут читаться совсем иначе, нежели предполагается. В этом случае применяют особые правила мэньфа 門法, помогающие разобрать древнее произношение.

## 36 инициалей
В Юньцзине различается 36 инициалей, но в каждой таблице лишь 23 колонки: палатальные, ретрофлексные и зубные согласные сгруппированы. Кроме того, некоторые рифмы встречаются только после определённых инициалей, и наоборот.
|                   |                                | Глухие смычные 清 | Придыхательные 次清 | Звонкие 濁 | Сонорные 次濁 | Глухие 清 | Звонкие 濁 |
| ----------------- | ------------------------------ | ----------------- | ------------------- | ---------- | ------------- | --------- | ---------- |
| Губные 脣         | Губно-губные                   | 幫 *[p]           | 滂 *[pʰ]            | 並 *[b]    | 明 *[m]       |           |            |
| Губные 脣         | Губно-зубные                   | 非 *[p̪]           | 敷 *([p̪ʰ])          | 奉 *([b̪])  | 微 *[ɱ]       |           |            |
| Корональные 舌    | Альвеолярные взрывы            | 端 *[t]           | 透 *[tʰ]            | 定 *[d]    | 泥 *[n]       |           |            |
| Корональные 舌    | Палатальные                    | 知 *[ʈ]           | 徹 *[ʈʰ]            | 澄 *[ɖ]    | 娘 *[ɳ]       |           |            |
| Сибилянты 齒      | Альвеолярные                   | 精 *[ts]          | 清 *[tsʰ]           | 從 *[dz]   |               | 心 *[s]   | 邪 *[z]    |
| Сибилянты 齒      | Ретрофлексные палатализованные | 照 *[tɕ]          | 穿 *[tɕʰ]           | 牀 *[dʑ]   |               | 審 *[ɕ]   | 禪 *[ʑ]    |
| Велярные 牙       | Велярные 牙                    | 見 *[k]           | 谿 *[kʰ]            | 羣 *[ɡ]    | 疑 *[ŋ]       |           |            |
| Глоттальные 喉    | Глоттальные 喉                 | 影 *[ʔ]           |                     |            | 喻 *[j]       | 曉 *[x]   | 匣 *[ɣ]    |
| «Полукорональные» | «Полукорональные»              |                   |                     |            | 來 *[l]       |           |            |
| «Полусибилянты»   | «Полусибилянты»                |                   |                     |            | 日 *[ɲ]       |           |            |